# Lady Mary Dering
Lady Mary Dering (nacida Mary Harvey) (Croydon, 3 de septiembre de 1629 – 7 de febrero de 1704) fue una compositora inglesa. 

## Trayectoria
Era hija de Elizabeth Kynnersley y de Daniel Harvey, de Folkstone (Kent), un rico mercader londinense, miembro de la Compañía del Levante y hermano del médico William Harvey, descubridor de la circulación de la sangre.
En 1640, en la Universidad para Señoritas de Artes Femeninas de Hackney, trabó amistad con Katherine Philips, también conocida como la incomparable Orinda. A partir de 1648 estudió con Henry Lawes, quien le dedicó su obra. En la dedicatoria elogió sus composiciones, ya que pocos, de cualquier sexo, habían igualado su perfección. Parte de su música fue publicada por el editor y librero John Playford en Select Ayres and Dialogues (1965), y tres de sus canciones se publicaron en el Second Book of Airs de Henry Lawes. Estas son las primeras obras publicadas por una mujer en Inglaterra.
A los 16 años se casó en secreto con su primo William Hawkes, pero su padre anuló la boda para que contrajese un matrimonio más ventajoso, lo cual ocurrió el 5 de abril de 1648, fecha de su boda con Sir Edward Dering. Tuvieron diecisiete hijos, siete de los cuales murieron jóvenes. Sobrevivió en veinte años a su marido e incluso a su hijo mayor.
Lady Dering fue enterrada en Pluckley (Kent), en cuya iglesia de San Nicolás se la recuerda con un memorial conmemorativo.